# شراب پورت

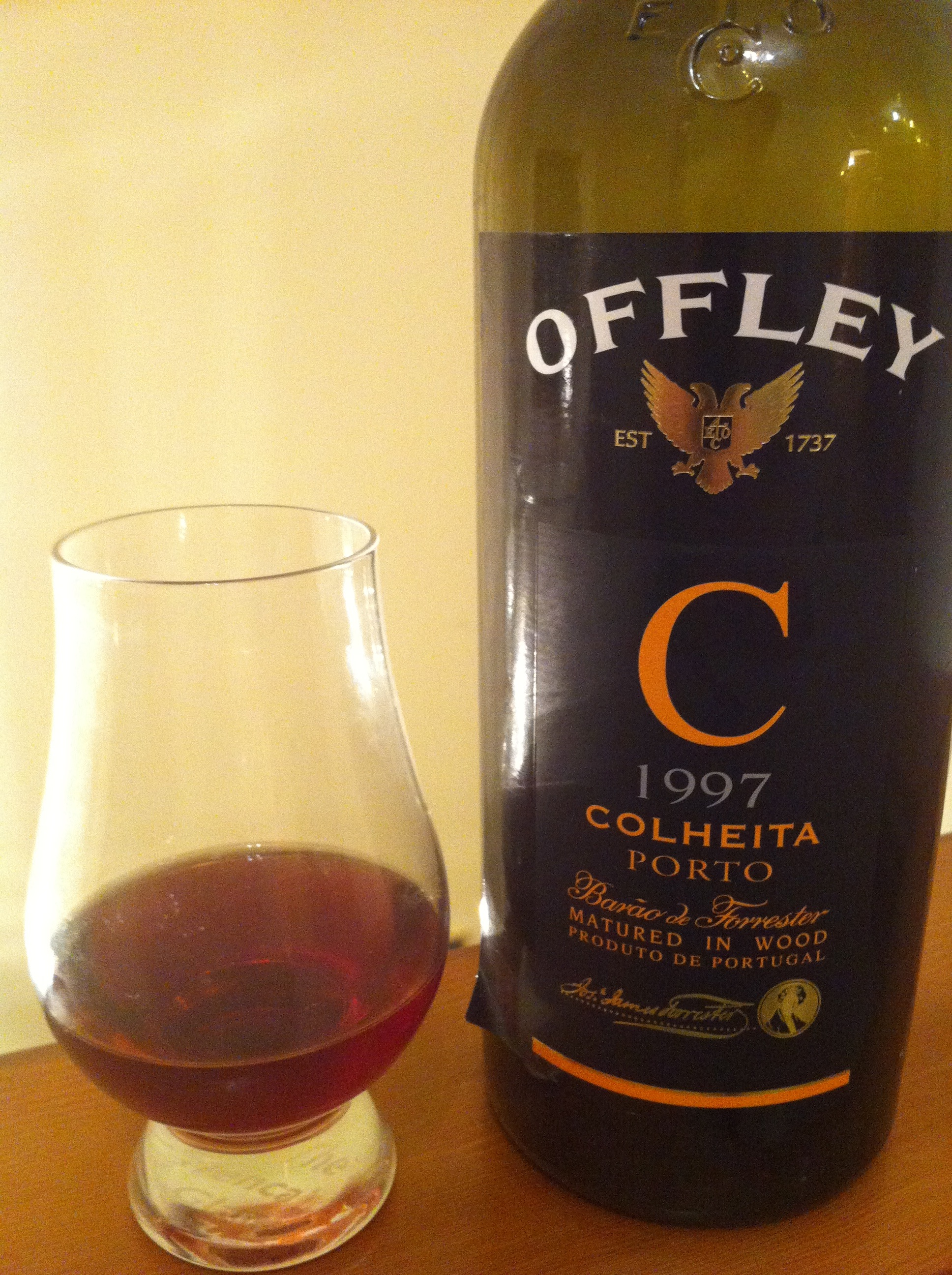
یک بطری شراب پورت.

شراب پورت (به اسپانیایی: Port wine) همچنین پورتو نام نوعی شراب تقویت‌شده قرمز است. این شراب به صورت انحصاری در دره دورو در استان شمالی کشور پرتغال تولید می‌شود.